# Луго, Сет
Джейкоб Сет Луго (англ. Jacob Seth Lugo, 17 ноября 1989, Шривпорт) — американский бейсболист, питчер клуба МЛБ «Нью-Йорк Метс». Серебряный призёр Мировой бейсбольной классики 2017 в составе сборной Пуэрто-Рико.

## Карьера
Сет Луго родился в Шривпорте в Луизиане. Он окончил старшую школу Паркуэй в Боужер-Сити, а затем поступил в Сентенари Колледж. За студенческую команду Луго играл стартовым питчером. В 2011 году во время просмотра Сет обратил на себя внимание скаутов «Нью-Йорк Метс», подавая со скоростью 93 мили в час. Двумя неделями позже клуб выбрал Луго в 34 раунде драфта под общим 1 032 номером.
После первого сезона в системе «Метс» у него произошёл рецидив травмы спины, полученной ещё в колледже. Луго диагностировали смещение позвонка. Операция длилась около десяти часов, а после неё Сет три месяца был прикован к постели. Из-за этих проблем он полностью пропустил сезон 2012 года. После восстановления Луго выступал за фарм-клубы «Бруклин Сайклонс» и «Лас-Вегас Фифти Уанс». В сезоне 2015 года тренерский штаб перевёл его из стартовых питчеров в реливеры. Зимой того же года Луго был включён в расширенный состав «Метс». Летом 2016 года Сет впервые вышел на поле в игре МЛБ, проведя два иннинга в матче с «Чикаго Кабс».
В марте 2017 года он вошёл в состав сборной Пуэрто-Рико на Мировую бейсбольную классику. Приглашение в команду он получил благодаря тому, что его дед по отцовской линии был пуэрториканцем. Сам Луго не говорит по-испански и впервые побывал на острове только перед вызовом в сборную. В составе команды он стал серебряным призёром турнира. Первые два месяца регулярного чемпионата Луго пропустил из-за частичного разрыва связки локтя. В сезоне 2018 года он провёл на поле 101 иннинг с пропускаемостью ERA 2,66, став одним из самых надёжных реливеров команды.